# Ceratias uranoscopus
Ceratias uranoscopus is een straalvinnige vissensoort uit de familie van zeeduivels (Ceratiidae). De wetenschappelijke naam van de soort is voor het eerst geldig gepubliceerd in 1877 door Murray.